# Мужской талисман
«Мужской талисман» — российский боевик 1995 года, снятый режиссёрами Борисом Галкиным и Вячеславом Максаковым.

## Сюжет
Спецназу дивизии «Дон» посвящается.
Один из первых фильмов о больной проблеме — бегстве русских из республик СССР (в данном случае из Таджикистана).
Афганистан. Близкие люди в опасности, но начальство не разрешает подполковнику Орлову (Борис Галкин), провести рискованную операцию по их спасению. Командир принимает решение провести операцию на свой страх и риск…
Сюжет прост — беспощадность ко всем врагам, ненавидящих русскую нацию. По замыслу создателей ленты, это мусульмане всех мастей, занимающиеся захватом русского оружия, торговлей наркотиками и поставкой пленных русских девушек и женщин за кордон некому Алексу. Им противостоят казаки «Дона» и их командир (Владимир Гостюхин), который собирается помыться только на своей Родине. Среди них также подполковник Орлов, помогающий освободить из плена жену своего однополчанина по Афгану. Эта жена с ещё одной девушкой попали в руки жестокого Элисбара, бывшего офицера, а ныне местного царька, подмявшего и власть, и мораль.
Место съёмок: город Каменск-Шахтинский Ростовской области.

## В ролях
- Борис Галкин — Орлов, подполковник
- Владимир Гостюхин
- Сергей Векслер — Мухаммед
- Валерий Николаев — цыган
- Андрей Ильин — Валентин Сергеев
- Алексей Никульников — Али
- Руслан Наурбиев — Фархад
- Валерий Гатаев — полковник
- Вадим Долгачёв — иностранец

## Съёмочная группа
- Режиссёры: Борис Галкин, Вячеслав Максаков
- Сценарий: Елена Галкина, Александр Михайлов
- Оператор-постановщик: Сергей Стариков
- Композитор: Владимир Комаров
- Директор картины: Татьяна Кузнецова

## Съёмки
Фильм снимался в городе Каменск-Шахтинский Ростовской области, где дислоцирован отряд спецназа «Русич» дивизии внутренних войск «Дон», сценарий фильма написал шеф пресс-службы Московского управления Министерства безопасности России Александр Михайлов.

## Критика
Киновед Александр Шпагин в своей биографической статье о Борисе Галкине в семитомном издании «Новейшая история отечественного кино: 1986—2000» охарактеризовал фильм «Мужской талисман» как «лихой экшн с десантурой и мордобоем».